# Новое Село (Изяславский район)
Новое Село (укр. Нове Село) — село в Изяславском районе Хмельницкой области Украины.
Население по переписи 2001 года составляло 945 человек. Почтовый индекс — 30374. Телефонный код — 3852. Занимает площадь 3,489 км². Код КОАТУУ — 6822184801.

## Местный совет
30374, Хмельницкая обл., Изяславский р-н, с. Новое Село, ул. Ленина, 38